# Prijevor (Čačak)
Prijevor (em cirílico: Пријевор) é uma vila da Sérvia localizada na cidade de Čačak, pertencente ao distrito de Moravica, na região de Pomoravlje. A sua população era de 1540 habitantes segundo o censo de 2011.

## Demografia
| 1948 | 1953 | 1961 | 1971 | 1981 | 1991 | 2002 | 2011 |
| ---- | ---- | ---- | ---- | ---- | ---- | ---- | ---- |
| 1526 | 1500 | 1537 | 1522 | 1563 | 1537 | 1576 | 1540 |